# Downdetector
Downdetector é uma plataforma online que fornece aos usuários informações em tempo real sobre o status de vários sites e serviços. As informações fornecidas pelo site são baseadas em relatórios de interrupção do usuário, coletados de várias fontes, incluindo a seção de comentários da página de cada site no Downdetector e no Twitter. Um mapa também é mostrado com os locais dos relatórios de interrupção, e uma lista de cidades com o número correspondente de relatórios é mostrada acima do mapa. 
O Downdetector está disponível em 45 países, com um site diferente para cada país. Downdetector foi fundada em abril de 2012 por Tom Sanders e Sander van de Graaf. Em agosto de 2018 Downdetector foi adquirida pela Ookla, a empresa americana por trás do Speedtest.net.

## Registro de interrupções
A maior e mais longa falha já registrada na história do Downdetector foi à queda mundial das plataformas Facebook, Whatsapp, Messenger e Instagram em março de 2019 que durou cerca de doze horas e durante a qual recebeu cerca de 7,5 milhões de relatórios de problemas.